# Gladiolus atropurpureus
Gladiolus atropurpureus es una especie de gladiolo que se encuentra en Sudáfrica.  

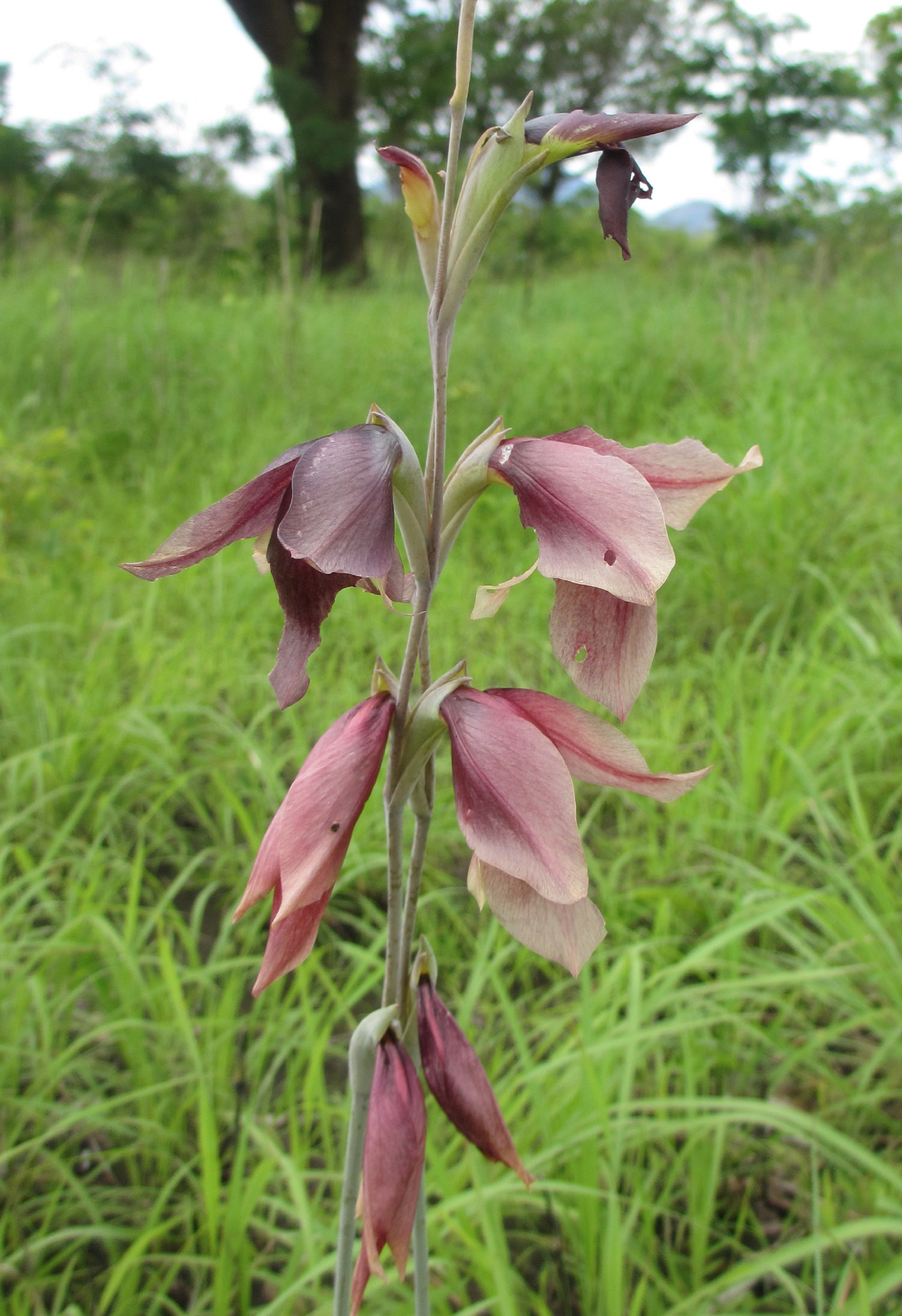
Flores

## Descripción
Gladiolus atropurpureus es una hierba que alcanza un tamaño de 30-60 cm de altura; el cormo 1-3 cm de diámetro, túnicas pálidas y fibrosas; hojas de los tallos florecientes del todo como revestimiento o con láminas de 5-10 cm de largo, lineal; perianto blanco por completo, en parte sombreada de púrpura, u oscuro uniforme púrpura a violeta. Variable en particular en el grado de desarrollo de láminas de las hojas.

## Ecología
Se encuentra a menudo en el bosque; pastizales montanos; a veces en los suelos y los afloramientos rocosos; campos cultivados; en argolado de Brachystegia;  adaptado a una variedad de situaciones de húmedo a seco; colinas cupríferas; a una altitud de 850-2600 m alt.
Está estrechamente relacionado con Glaiolus serapiiflorus (con flores amarillentas). Sorprendentemente similar a Gladiolus unguiculatus, y considerado congéneres por Geerinck y Lewis & al.

## Taxonomía
Gladiolus atropurpureus fue descrita por Baker y publicado en J. Bot. 14: 335 1876.
Etimología
Gladiolus: nombre genérico que se atribuye a Plinio y hace referencia, por un lado, a la forma de las hojas de estas plantas, similares a la espada romana denominada "gladius". Por otro lado, también se refiere al hecho de que en la época de los romanos la flor del gladiolo se entregaba a los gladiadores que triunfaban en la batalla; por eso, la flor es el símbolo de la victoria.
atropurpureus: epíteto latíno que significa "de color púrpura oscuro".
Sinonimia
- Gladiolus caerulescens Baker
- Gladiolus flexuosus Baker
- Gladiolus gracilicaulis G.J.Lewis
- Gladiolus luridus Welw. ex Baker
- Gladiolus whytei Baker[6][7]